# Concerto grosso
Pour un article plus général, voir Concerto.
Pour les articles homonymes, voir Concerto grosso (homonymie).

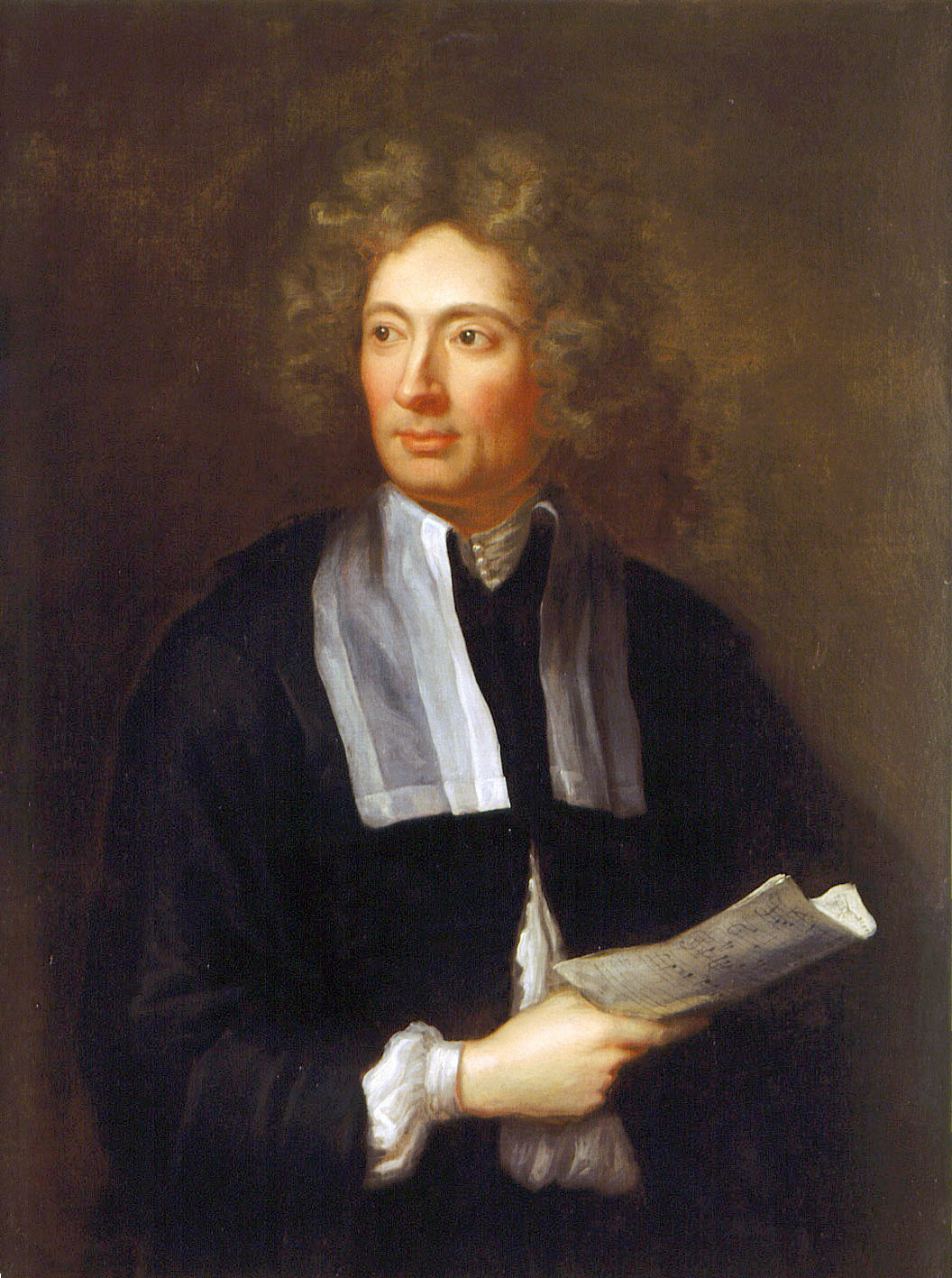
Arcangelo Corelli (1653-1713), portrait par Hugh Howard (1697).

Pendant la période baroque, un concerto grosso est une forme musicale concertante pour ensemble instrumental important, relevant de la tradition italienne. Il s'agit d'une forme dans laquelle l'orchestre dialogue avec un groupe de solistes, préfigurant ce qui deviendra le concerto qui lui ne fait appel qu'à un soliste.

## Description
La dénomination de « concerto grosso » apparaît la première fois vers 1670 dans la partition d'une cantate d'Alessandro Stradella. On attribue cependant la naissance de ce genre musical à Arcangelo Corelli. Au pluriel en français : des « concertos grossos » ou des « concerti grossi » — pluriel collectif calqué sur celui de la langue italienne.
Pratiqué surtout en Italie en Angleterre et en Allemagne — mais pas en France —, ce genre dérive à la fois de la musique vénitienne à doubles chœurs (donc du stile concertato) et de la suite de danses.
Le concerto grosso de Corelli consiste en un dialogue entre, d'une part les instruments solistes regroupés en « concertino » — généralement deux violons et un violoncelle —, d'autre part, le « ripieno » (le « remplissage »), c'est-à-dire les autres cordes qui interviennent dans les passages « tutti » — ce qui correspond à l'ensemble de l'orchestre, concertino inclus. Les différentes parties, solistes et « tutti », sont soutenues par le groupe de la basse continue (ordinairement basse de viole, clavecin). Francesco Geminiani a ajouté l'alto dans le « concertino » pour ainsi obtenir un quatuor à cordes complet de solistes.
Le concerto grosso se divise en deux catégories : le concerto da chiesa, qui, s'il ne peut être considéré comme de la musique religieuse, était destiné à être joué dans les églises, souvent découpé en quatre mouvements, alternativement lents et rapides, et le concerto da camera, joué en dehors des églises, écrit comme une suite de danses, en alternant au moins cinq mouvements vifs et lents (en général le prélude, l'allemande, la courante, la sarabande et la gigue).
Certains compositeurs utilisaient simplement des dénominations comme concerto, sinfonia ou sonata pour nommer leurs œuvres suivant le principe du concerto grosso.
Cette forme musicale disparaît à la fin de la période baroque, en donnant naissance à de nouvelles formes et de nouveaux genres, comme les « sinfonie » préclassiques de Carl Stamitz ou la symphonie concertante.
- Au début du XVIIIe siècle, le genre « musique concertante », dans lequel l'opposition entre l'orchestre et le soliste (désormais virtuose) est beaucoup plus tranchée : tout d'abord, le « concerto de soliste » (Torelli, Albinoni, Vivaldi), qui évoluera à son tour vers le « concerto symphonique » (Haydn, Mozart) à la fin de ce même siècle.

- Au milieu du XVIIIe siècle, la musique de chambre, genre essentiellement constitué de solistes interprétant des sonates, en duo, en trio, quatuors à cordes (Boccherini), quintettes, etc.

- À la fin du XVIIIe siècle, le genre musique symphonique, avec pour forme principale, la symphonie et sa variante plus éphémère symphonie concertante illustrée notamment par Haydn, Mozart puis Beethoven.

La forme concerto grosso a été reprise par plusieurs compositeurs du XXe siècle (voir ci-dessous). En outre, Edward Elgar, dans son Introduction et Allegro, reprend la structure classique du concerto grosso avec un quatuor soliste (le concertino) conversant avec le reste de l'effectif (le ripieno). À remarquer enfin un rare exemple de concerto grosso au XIXe siècle : The Treaty of William Penn with the Indians par Anthony Philip Heinrich.

## Compositeurs de concerto grosso

### Baroques
- Evaristo Felice Dall'Abaco
- Tomaso Albinoni
- Charles Avison
- Johann Sebastian Bach (Concertos brandebourgeois)
- Johann Christoph Friedrich Bach
- Francesco Barsanti
- Francesco Antonio Bonporti
- Pietro Castrucci
- Arcangelo Corelli voir 12 Concertos grossos
- Charles Dieupart
- Francesco Durante
- Willem de Fesch
- Francesco Geminiani
- Baldassare Galuppi
- Johann Gottlieb Graun
- Giovanni Lorenzo Gregori (1663-1745)
- Georg Friedrich Haendel (op. 3 et op. 6)
- Johann David Heinichen
- Pieter Hellendaal
- Leonardo Leo
- Pietro Locatelli
- Francesco Manfredini
- Benedetto Marcello
- Richard Mudge
- Georg Muffat (introduisit le concerto grosso en Allemagne)
- Johann Christoph Pepusch
- Giovanni Battista Sammartini
- Giuseppe Sammartini
- Alessandro Scarlatti
- Gottfried Heinrich Stölzel
- Alessandro Stradella
- Giuseppe Tartini
- Georg Philipp Telemann
- Giuseppe Torelli
- Unico Wilhelm van Wassenaer
- Silvius Leopold Weiss (1686-1750)
- Giuseppe Valentini (ajoutait en 1710 l'alto au concertino, op.7)
- Francesco Maria Veracini
- Antonio Vivaldi
- Giovanni Benedetto Platti

### Contemporains
- Jean Absil (1944)
- William Alwyn (1942 ; 1950 ; 1964)
- Gheorghi Arnaoudov (1987)
- Stanley Bate (1952)
- Robert Russell Bennett (1932 ; 1958)
- Ernest Bloch (1925 ; 1952)
- Darijan Božič (1960)
- Benjamin Boretz (1954)
- Pavel Bořkovec (1942)
- John Casken (19??)
- Warren Cohen (3 concertos)
- Carson Cooman (2000)
- Franco Donatoni (1992)
- François Dompierre (2016)
- Airat Ichmouratov (2011)
- Avner Dorman (2003)
- Søren Nils Eichberg (2011)
- Andreï Yakovlevitch Echpaï (1966-7)
- Timothy Ewers (1998)
- Eric Gaudibert (1988)
- Giorgio Federico Ghedini (1927)
- Philip Glass (1992)
- Vladimír Godár (1985)
- Julia Gomelskaïa (2009)
- Morton Gould (1969), tiré du ballet Audubon
- Geoffrey Grey (1972 ; 1988)
- Pelle Gudmundsen-Holmgreen (1990 ; rev. 2006)
- Jean Guillou (1978)
- Jan Hanuš (1971)
- Alun Hoddinott (1965 ; 1966)
- Jiří Kalach (1984)
- Heinrich Kaminski (1923)
- Olav Kielland (1952)
- Oldřich František Korte (1954-85)
- Sebastian Krajewski (2000 ; 2005)
- Ernst Křenek (1921 ; 1925)
- Zdeněk Lukáš (1964, 1972, 1977, 1994)
- René Maillard (1961/2003-06)
- Jean-Yves Malmasson (1992-94)
- Bohuslav Martinů (1937)
- Arthur Meulemans (1961 ; 1962)
- Miroslav Miletić (19??)
- Robin Milford (1936)
- Julián Orbón (1958)
- Krzysztof Penderecki (2000-1 ; 2004)
- Astor Piazzolla (1979)
- Artin Poturlyan (2000)
- Yves Prin (1977 rev. 1984)
- Marta Ptaszynska (1996 ; 1996)
- Max Reger (Concert dans le style ancien, 1912)
- Robert Xavier Rodriguez (Oktoechos, 1983)
- Arnold Rosner (deux concertos)
- David Sanford (2008)
- Tadeáš Salva (19?? 5 concertos)
- Alfred Schnittke (1976-77 ; 1981-82 ; 1985 ; 1988 ; 1991 ; 1973)
- Nikos Skalkottas (1929 - ce manuscrit est perdu)
- Philip Sparke (en) (1988)
- Albert Stoessel (1935)
- Igor Stravinsky (Ebony concerto, 1945)
- Lepo Sumera (2000)
- William Sweeney (1990)
- Eino Tamberg (1956)
- Fisher Tull (19??)
- Heitor Villa-Lobos (1959)
- Ralph Vaughan Williams (1950)
- Malcolm Williamson (1965)
- Charles Wuorinen (Synaxis, 2007)
- Franciszek Zachara (6 concertos)
- Sergey Zhukov (« concerto sacra », 1994)
- Ellen Taaffe Zwilich (1985)